# Media bombardieri

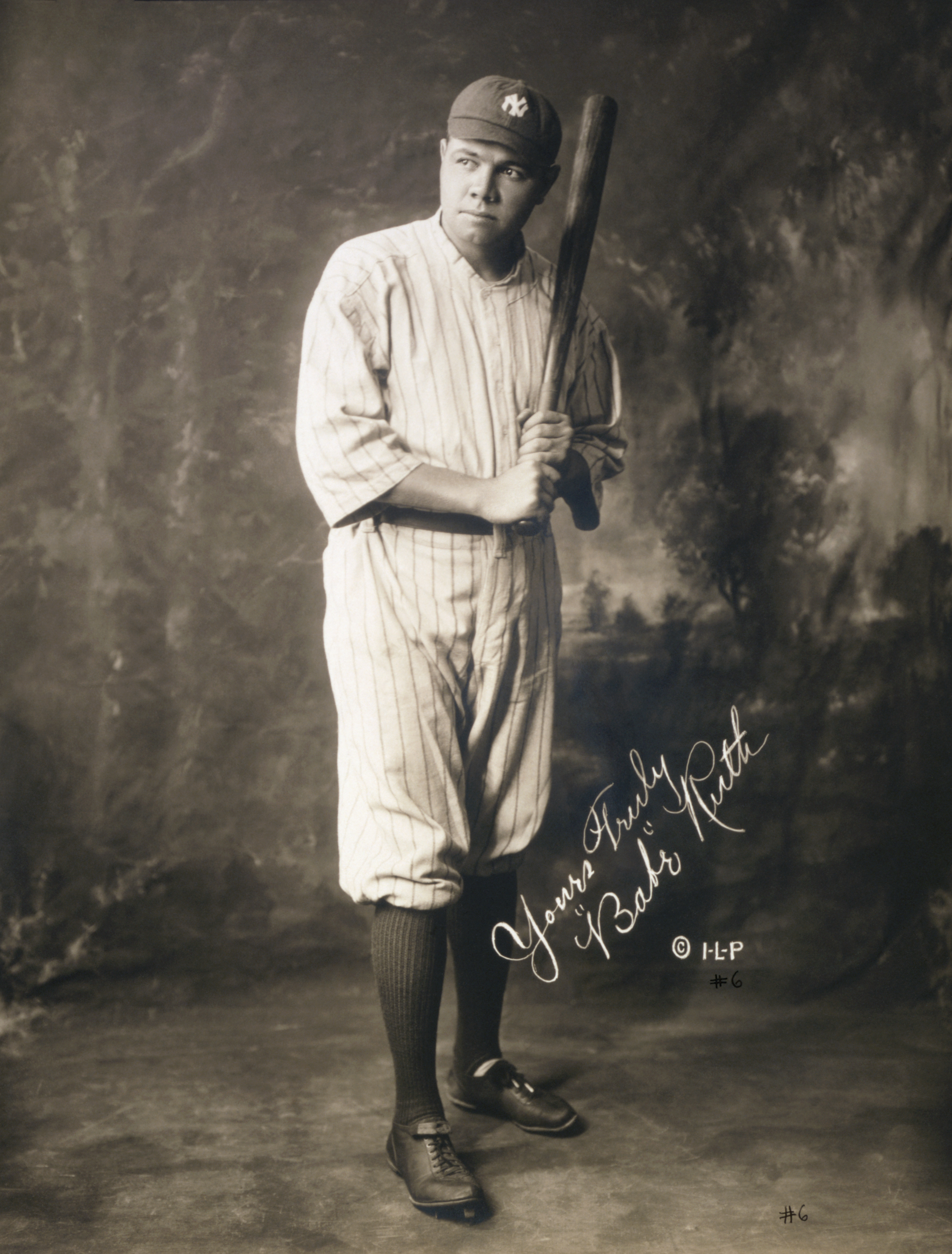
Babe Ruth detiene la miglior media bombardieri in carriera della storia della MLB (.690).

Nel baseball, la media bombardieri (in inglese slugging percentage, abbreviato in SLG) è la misura della produzione offensiva di un battitore. 

## Definizione
È calcolata dividendo il numero di basi totali guadagnate per i turni in battuta, attraverso la seguente formula, dove AB è il numero di turni in battuta per un determinato giocatore e 1B, 2B, 3B ed HR sono il numero di singoli, doppi, tripli e fuoricampo, rispettivamente:
{\displaystyle \mathrm {SLG} ={\frac {({\mathit {1B}})+(2\times {\mathit {2B}})+(3\times {\mathit {3B}})+(4\times {\mathit {HR}})}{AB}}}
Diversamente dalla media battuta, la media bombardieri assegna maggior peso alle battute da extra-base, come doppi, tripli e fuoricampo, rispetto ai singoli. Le basi su ball sono volutamente escluse da questa formula, dal momento che un turno in battuta concluso con tale risultato non viene conteggiato.
Il nome inglese di slugging percentage è fuorviante poiché la statistica non è una percentuale, ma una scala di misura il cui valore è un numero razionale nell'intervallo [0, 4]. La media bombardieri è sempre espressa come un numero decimale a tre cifre ed è generalmente moltiplicato per 1000 (per tale motivo, ad esempio, una media bombardieri di .589 si pronuncia "cinque ottantanove").
Nella stagione 2016, la media bombardieri è stata in media nella Major League Baseball di .417.

## Esempio di calcolo
A titolo esemplificativo, nel 1920 Babe Ruth disputò la sua prima stagione con i New York Yankees. In 458 turni in battuta, Ruth fece registrare 172 valide, di cui 73 singoli, 36 doppi, 9 tripli e 54 fuoricampo, portando il suo conto delle basi totali a (73 × 1) + (36 × 2) + (9 × 3) + (54 × 4) = 388. Tale cifra (388) divisa per il numero dei suoi turni in battuta (458) è .847, la quale è stata la sua media bombardieri in una stagione, stabilendo un record che resistette fino al 2001, quando Barry Bonds terminò con 411 basi in 476 apparizioni in battuta, portando la sua media bombardieri a .863, una cifra mai più eguagliata.

## Significato
Molto dopo la sua invenzione, la media bombardieri ottenne un nuovo significato quando gli analisti del baseball si resero conto che sommandola con la percentuale di arrivo in base (abbreviata in OBP) poteva dare luogo a una misura molto affidabile della produzione offensiva di un giocatore (infatti OBP + SLG era inizialmente denominata "production" da coloro che scrivevano di baseball e dallo statistico Bill James). Un predecessore della media bombardieri era stato sviluppo da Branch Rickey nel 1954. Rickey, nella rivista Life, suggerì che combinando OBP con quello che definì "extra base power" (EBP) avrebbe dato luogo a un indicatore della prestazione di un giocatore migliore delle tipiche statistiche della Tripla corona.
Allen Barra e George Ignatin furono tra i primi ad adottare la combinazione delle due statistiche, moltiplicandoli e dando luogo a ciò che è definito "SLOB" (Slugging × On-Base). Bill James applicò tale principio alla sua statistica denominata "runs created" diversi anni dopo (e forse in maniera indipendente), moltiplicando SLOB × Turni in battuta, dando luogo a:
{\displaystyle {\text{RC}}={\frac {({\text{valide}}+{\text{basi su ball}})\times ({\text{basi totali}})}{({\text{turni in battuta}})+({\text{basi su ball}})}}}
Nel 1984, Pete Palmer e John Thorn diedero luce forse al più diffuso significato della combinazione tra media bombardieri e percentuale di arrivo in base: "on-base plus slugging", abbreviato in "OPS". Questa è la semplice addizione tra i due valori. A causa della sua facilità di calcolo, OPS è stata utilizzata sempre con maggiore frequenza nel corso degli anni.

## Media bombardieri perfetta
Il valore massimo della media bombardieri è 4.000. Diversi giocatori l'hanno ottenuta momentaneamente colpendo un fuoricampo nel primo turno in battuta in carriera.
Nessun giocatore si è mai ritirato con una media bombardieri di 4.000 ma quattro giocatori hanno battuto un triplo nel loro unico turno in battuta nella MLB, perciò detengono il record con una media bombardieri in carriera di 3.000 (quando essa viene valutata senza tenere conto di un numero minimo di gare o di turni in battuta). Questi giocatori sono Eric Cammack (nel 2000 coi Mets), Scott Munninghoff (nel 1980 coi Phillies), Eduardo Rodríguez (nel 1973 coi Brewers) e Charlie Lindstrom (nel 1958 coi White Sox).